# Justine Larbalestier
Œuvres principales
- Menteuse
- Dans les griffes de la sorcière
- Série Au-delà de la porte

Justine Larbalestier (/ˌlɑːrbəˈlɛsti.ɛər/ LAR-bə-LES-tee-air),, née le 23 septembre 1967 à Sydney, est une écrivaine australienne de fiction pour jeunes adultes, surtout connue pour son roman Menteuse (en), publié en 2009.

## Vie privée
Justine Larbalestier naît et grandit à Sydney. Elle alterne désormais entre Sydney et New York.
En 2001, elle épouse l'écrivain de science-fiction américain Scott Westerfeld, qu'elle a rencontré à New York en 2000.

## Œuvres choisies

### Romans

#### SérieAu-delà de la porte
1. Dans les griffes de la sorcière, Panama, 2006 ((en) Magic or Madness, Penguin, 2005), trad. Anne-Judith Descombey, 304 p.  (ISBN 2-7557-0091-2)Prix Andre-Norton 2006
2. (en) Magic Lessons, Penguin, 2006
3. (en) Magic's Child, Penguin, 2007

#### Romans indépendants
- (en) How to Ditch Your Fairy, Bloomsbury, 2008
- Menteuse, Gallimard Jeunesse, 2010 ((en) Liar, Bloomsbury, 2009), trad. Alice Marchand, 320 p.  (ISBN 978-2-07-063113-1)
- (en) Team Human, HarperTeen, 2012Écrit avec Sarah Rees Brennan.
- (en) Razorhurst, Allen & Unwin, 2014
- (en) My Sister Rosa, Soho Press, 2016

### Nouvelles
- (en) The Cruel Brother, 2001Parue dans Strange Horizons (en)
- (en) Where Did You Sleep Last Night?, 2004Parue dans l'anthologie Agog! Smashing Stories (en) éditée par Catriona Sparks (en)

### Non-fiction
- Ending the Battle of the Sexes? Hermaphroditism in "Venus Plus X" by Theodore Sturgeon and "Motherhood, Etc." by L. Timmel Duchamp, The New York Review of Science Fiction janvier 1997, p. 14–16.
- Opulent Darkness: The Werewolves of Tanith Lee (Nimrod Publications, 1999).  (ISBN 978-0-909242-52-7) - Babel Handbooks on Fantasy and SF Writers, no 9 (20 pages)[6]
- The Battle of the Sexes in Science Fiction (Wesleyan University Press (en), 2002).
- Daughters of Earth: Feminist Science Fiction in the Twentieth Century, édité (Wesleyan, 2006).

### Anthologies
- Zombies contre Licornes, Fleuve noir, coll. « Territoires », 2011 ((en) Zombies vs. Unicorns, Margaret K. McElderry, 2010), trad. Anne-Élisabeth Lozano, 384 p.  (ISBN 978-2-265-09590-8)Coéditée avec Holly Black

## Sélections et récompenses
Dans les griffes de la sorcière remporte le prix Andre-Norton 2006. Daughters of Earth: Feminist Science Fiction remporte le prix William Atheling Jr. for Criticism or Review 2007, un des prix Ditmar (en), et le prix Susan Koppelman.
Ses œuvres sont également parmi les finalistes de plusieurs prix annuels du livre.
- The Battle of The Sexes in Science Fiction a été nommé pour le prix Peter McNamara Convenors, un des prix Aurealis, pour le prix William J.Atheling et pour le prix Hugo du meilleur livre non-fictif ou apparenté (en) 2003.
- Dans les griffes de la sorcière est présélectionné pour le prix Ethel Turner 2006 ainsi que pour le prix Aurealis du meilleur roman pour jeunes adultes australien et le prix Ditmar du meilleur roman de science-fiction ou fantastique. Il est nommé pour le prix Thumbs Up de la Michigan Library Association Teen Services Division.
- Magic Lessons est présélectionné pour le prix Aurealis du meilleur roman pour jeunes adultes australien et il est finaliste pour le prix Locus du meilleur roman pour jeunes adultes 2007, finissant à la 3e place.
- Daughters of Earth est sélectionné pour le prix British Science Fiction du meilleur livre non-fictif 2006.
- Menteuse est finaliste pour le prix Locus du meilleur roman pour jeunes adultes 2010, finissant à la 3e place. Il est récipiendaire du prix Davitt (en) 2010.
- Razorhurst est sélectionné pour le prix Ethel Turner de littérature pour les jeunes, New South Wales Premier's Literary Awards (en) 2015[7].